# Hugh Laddie
Pour les articles homonymes, voir Laddie.
Sir Hugh Laddie (15 avril 1946 - 29 novembre 2008) est un ancien juge britannique spécialiste de la propriété intellectuelle.

## Biographie
Formé à la Aldenham School (en) et au St Catharine's College, l'un des collèges de l'université de Cambridge, Laddie devient barrister. 
En 1980, en compagnie de Peter Prescott et de Mary Vitoria, Laddie publie un traité intitulé The Modern Law of Copyright and Design, traité qui est ré-édité en 2007 pour la quatrième fois.
Après 25 ans de plaidoirie sur la propriété intellectuelle, il est nommé juge de High Court en avril 1995. En œuvrant à la Chancery Division, il traite surtout des causes au Patents Court.
Il démissionne comme juge en 2005, affirmant trouver sa tâche ennuyeuse et se sentant seul dans ses positions alors qu'il officie à la cour. Il devient consultant pour Willoughby & Partners, une firme spécialisée dans le droit de la propriété intellectuelle et le bras légal en G.-B. de Rouse & Co International. Il est probablement le premier juge à démissionner de façon volontaire en 35 ans d'existence du High Court et le premier à rejoindre à une firme de solicitors.
Il est nommé pour occuper une chaire en droit sur le droit de la propriété intellectuelle au University College London, nomination prenant effet le 1er septembre 2006.